# Marilândia do Sul
Marilândia do Sul är en kommun i Brasilien.   Den ligger i delstaten Paraná, i den södra delen av landet, 900 km söder om huvudstaden Brasília. Antalet invånare är 8 855.
Trakten runt Marilândia do Sul består till största delen av jordbruksmark. Runt Marilândia do Sul är det ganska glesbefolkat, med 25 invånare per kvadratkilometer.